# David Lindsay

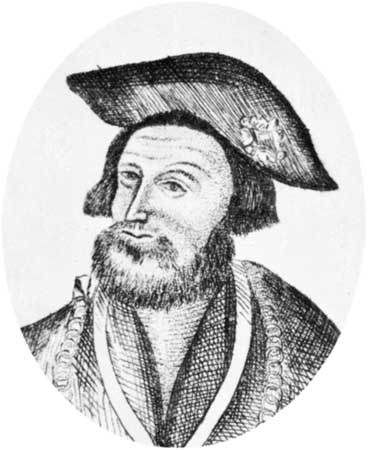
Sir David Lyndsay.

David Lyndsay of the Mount, (también escrito: Lindsay) (n. cerca de 1490 - f. cerca de 1555) fue un oficial de armas y poeta escocés, del siglo XVI, cuyas obras reflejan el espíritu del Renacimiento. 

## Biografía
Su lugar de nacimiento y educación son desconocidos, pero se cree que asistió a la Universidad de St. Andrews. Desempeñó los cargos de equerry (asistente) y de ujier en la Corte de quien sería el futuro Rey Jacobo V. En 1522 se casó con Janet Douglas, costurera de la corte. En 1529 fue nombrado caballero. Estuvo encargado de asuntos diplomáticos y fue generalmente maestro de ceremonias. Luego de la muerte de Jacobo V, en 1542, Lyndsay ocupó un lugar en el Parlamento de Escocia; y en 1548 fue miembro de una misión a Dinamarca que obtuvo algunos privilegios para el intercambio de mercaderías escocesas. Se cree que murió en (o cerca) de 1555.

## Obra literaria
La mayor parte del trabajo literario de Lindsay, con el que se aseguró una buena reputación en su tiempo, fue escrito durante su período de prosperidad en la Corte. Escribió poemas de gran extensión, que fueron la primera expresión literaria de Escocia en el Renacimiento.
Su obra muestra cómo era la sociedad escocesa de la época, y es, en parte, satírica con el poder eclesiástico.

### Poemas
- The Dreme (1134 líneas)
- The Testament and Complaynt of the Papyngo (1190 líneas)
- The Historie and Testament of Squyer Meldrum (1848 líneas)
- Ane Dialog betwix Experience and ane Courteour of the Miserabyll Estait of the World (6333 líneas)
- Ane Pleasant Satyre of the Thrie Estaitis (más de 4000 líneas).

Una edición completa de la obra poética de Lyndsay fue publicada por David Laing en 3 volúmenes en 1879.